# Anselme Rubillard
Anselme Rubillard est un homme politique français né le 25 septembre 1826 à Laval (Mayenne) et mort le 3 février 1905 au Mans (Sarthe)

## Biographie
Géomètre expert, il est nommé maire du Mans en septembre 1870. Révoqué après la chute de Thiers, le 24 mai 1873, il retrouve son poste le 5 juin 1876. Il est élu conseiller général en 1874. Battu aux législatives en 1871, il est élu député en 1876 et siège à gauche. Il fait partie des « 363 ». Il est réélu en 1877 et 1881. Il entre au Sénat en 1882. Battu en 1891, il retrouve son siège de député en 1893. Difficilement réélu en 1898, il ne se représente pas en 1902. Il siège comme indépendant, avec une activité parlementaire faible.

## Sources
- « Anselme Rubillard », dans Adolphe Robert et Gaston Cougny, Dictionnaire des parlementaires français, Edgar Bourloton, 1889-1891 [détail de l’édition]
- « Anselme Rubillard », dans le Dictionnaire des parlementaires français (1889-1940), sous la direction de Jean Jolly, PUF, 1960 [détail de l’édition]